# ポート・オーソリティ
ポート・オーソリティ（port authority)とは都市の港湾を管理運営する、市民を中心とした公企業的な運営組織のこと。英米やその影響を受けた港湾都市において、港湾経営の中心となっている組織のことである。港湾委員会や港湾公社、港務局などと和訳される。

## 概要
イギリスにおいては産業革命以降経済の発展に伴い、港湾施設を運営するドック会社や貿易商人等が港湾経営をそれぞれの立場で行い発展させてきたが、利害関係の調整等が難しく、港湾経営の一元化が求められる中1900年にロンドン港に新しい秩序と権威を作るため「ロイヤル委員会」が発足し、それにより1908年にはロンドン港湾法（Port of London Act）が成立し、それにより港湾経営の権限の一元化を目的とし、1909年にポート・オブ・ロンドン・オーソリティ（Port of London Authority）が成立した。
アメリカにおいてはロンドン・ポート・オーソリティの刺激を受け、またアメリカ港湾の中心であったニューヨーク港、ニュージャージー港が違う州であるため、そこからおこる各種問題について協議するために1917年に両州による港湾委員会が組織され、1921年にポート・オーソリティ・オブ・ニューヨーク・アンド・ニュージャージー（Port Authority of New York and New Jersey）が成立した。
当時、ドイツ等のヨーロッパ諸国では「強力な行政国家」による港湾整備が行われ、イギリス港湾の相対的地位の低下により、イギリスは港湾経営の改革に迫られており、それに対応したものでもある。
国家とポート・オーソリティとの関係は、国家は組織・職能・財政に対し、単に法律上の規定を設けるにすぎず、一般行政庁からも独立した法人格を有する。
特に英米の、西洋市民社会の伝統の上に立脚した港湾運営のための自治組織である。
欧米では港湾経営組織として一般的であり、他に空港やバスターミナル、通勤鉄道、バス停など水上交通以外の交通機関・交通ターミナルの運営や、かつては世界貿易センタービルの運営を行っていたニューヨーク港の組織のように、公益企業として各種港湾・交通関連事業を実施している組織も多い。

## 日本への影響
日本では占領軍の強いイニシアティブに添う形で1950年成立の港湾法に欧米のポート・オーソリティの概念を移植し、その和訳である「港務局」制度が法制化された。
しかし財政的な制約からほとんどの港湾では単独の地方公共団体（都道府県・政令指定都市など）が港湾管理者となり、港務局制度を採用した港湾は小倉港、洞海港、新居浜港のわずか3港にとどまった。その後、小倉港、洞海港は門司港とともに北九州港として統合されたので、現在は新居浜港務局が日本唯一となっている。
港湾法に基く港湾管理者制度が確立された当初、東京湾、大阪湾の諸港でもポート・オーソリティの設立が強く期待されたが、結局は地方公共団体の単独管理となったのみならず、横浜港に至っては神奈川県、横浜市、川崎市による港務局設置協議が不調に終わり、川崎市地先を川崎港として分立するなどの事例も生じた。
だが、それぞれの港湾管理者の管理区域（港湾区域）をこえて広域的に一体としての機能を果たすことを目指す動きはその後も水面下で脈々と続いた。1960年代には京浜外貿埠頭公団・阪神外貿埠頭公団の設立によってコンテナ・定期船専用埠頭の湾単位での一元管理が実現。将来的なポート・オーソリティ実現に向けた先兵としての役割を担ったものの、1980年代の行財政改革で両公団は東京・横浜・大阪・神戸の港単位で埠頭公社へと改組・分割。経済活動の大規模化に伴い湾内の港湾機能をより広域的にとらえ、地域全体の立場からみて最も合理的な形で有機的に運営しようという広域港湾構想の実現は逆に遠のいたまま現在に至っている。
日本もイギリスと同じく島国であり、「横浜、川崎、東京」、「神戸、大阪」のように大陸国家から見れば比較的狭い地域に多くの港湾都市がひしめいている。
なお、一部事務組合が港湾管理者を務める国内6港（苫小牧港、石狩湾新港、名古屋港、四日市港、境港、那覇港）の管理者英語標記はいずれも「Port Authority」だが（たとえば「名古屋港管理組合」は「NAGOYA Port Authority」となる）、これらの港湾管理者は地方自治法で定める特別地方公共団体であり、本来のポート・オーソリティの趣旨とは異なる組織といえる。